# Port lotniczy Darwin
Port lotniczy Darwin (IATA: DRW, ICAO: YPDN) – międzynarodowy port lotniczy położony 7 km na północny wschód od Darwin, w stanie Terytorium Północne, w Australii.

## Historia
Port lotniczy Darwin, jako Australian Terminal, powstał w dzielnicy Parap w 1919 roku, kiedy rozpoczęto wyścig powietrzny pomiędzy Anglią i Australią. Funkcjonował jako dwa lotniska: cywilne i wojskowe. 
Podczas II wojny światowej lotnisko było często bombardowane. Alianci używali go w ramach projektu sił powietrznych na Pacyfiku. Stacjonowały na nim Spitfire, bombowce Hudson, Kittyhawks, C-47, B-24 Liberator, B-17 Twierdze i PBY Catalina. 
W 1945 roku Departament Lotnictwa postanowił przekształcić lotnisko wojskowe w cywilne. W rezultacie lotnisko cywilne w Parap zostało zamknięte, a operacje lotnicze przeniesiono na lotnisko wojskowe. 
Pomiędzy 1950 a 1974 port lotniczy Darwin  był głównym lotniskiem krajowym i międzynarodowym  Terytorium Północnego i bardzo ważny przystankiem dla linii lotniczych operujących między Australią, Azją i dalej do Europy. Wśród regularnych przewoźników znajdowały się m.in. UTA, BOAC, Alitalia oraz Air India. Wprowadzenie nowych typów samolotów wyeliminowało przymusowy postój w Darwin, co wpłynęło na zmniejszenie rangi lotniska. 
Nowy terminal pasażerski, z czterema rękawami, został otwarty w grudniu 1991 roku.

## Dzisiaj
Port lotniczy Darwin ma regularne loty do wielu miejsc w Terytorium Północnym, Australii i Azji Południowo-Wschodniej. Tylko jeden terminal jest stosowany zarówno w komunikacji krajowej i międzynarodowej. Terminal posiada kilka punktów gastronomicznych i sklepów w strefie wolnocłowych dla turystów.
W latach 2005–2006 obsłużył łącznie 1,4 mln pasażerów, w tym 334 tys. w ruchu międzynarodowym i 1,1 mln w krajowym.
W latach 2006–2007 obsłużył łącznie 1,6 mln pasażerów, w tym 372 tys. w ruchu międzynarodowym i 1,2 mln w krajowym.
W 2007-2008 obsłużył łącznie 1,8 mln pasażerów.
Na lotnisku znajduje się siedziba Airnorth.

## Operacje

### Krajowe
| Ranking | Port lotniczy           | Liczba pasażerów | % Zmiana |
| ------- | ----------------------- | ---------------- | -------- |
| 1       | Port lotniczy Brisbane  | 367 800          | 3,6      |
| 2       | Port lotniczy Melbourne | 280 600          | 20,0     |
| 3       | Port lotniczy Perth     | 149 300          | b.d.     |

| Ranking | Port lotniczy           | Liczba pasażerów | % Zmiana |
| ------- | ----------------------- | ---------------- | -------- |
| 1       | Port lotniczy Brisbane  | 33 300           | 2,7      |
| 2       | Port lotniczy Melbourne | 29 200           | 15,1     |
| 3       | Port lotniczy Perth     | 13 700           | 3,4      |

### Międzynarodowe
| Miejsce | Lotnisko                   | Obsłużonych pasażerów | -    | 1 | Port lotniczy Changi | 116 621 | 1,2 |
| 2       | Port lotniczy Denpasar     | 68 900                | 13,8 |   |                      |         |     |
| 3       | Port lotniczy Tân Sơn Nhất | 22 304                | 76,5 |   |                      |         |     |

| Miejsce | Lotnisko                   | Obsłużonych pasażerów | % zmiana |
| ------- | -------------------------- | --------------------- | -------- |
| 1       | Port lotniczy Changi       | 11 150                | 118,9    |
| 2       | Port lotniczy Denpasar     | 6 266                 | 88,3     |
| 3       | Port lotniczy Tân Sơn Nhất | 1 702                 | 0,0      |

## Linie lotnicze i połączenia

### Terminal krajowy
- Airnorth (Broome, Elcho Island, Gold Coast, Gove, Groote Eylandt, Kununurra, Maningrida, McArthur River, Mount Isa, Perth)
- Jetstar Airways (Adelaide, Brisbane, Melbourne, Sydney)
- Qantas (Adelaide, Brisbane, Canberra, Frankfurt, Melbourne [od 2 maja], Perth, Sydney)
- Qantas obsługiwane przez QantasLink (Alice Springs, Cairns, Gove)
- Skywest Airlines (Broome, Perth)
- Tiger Airways Australia (Melbourne)
- Vincent Aviation (Bathurst Island, Groote Eylandt, Cairns)
- Virgin Blue (Brisbane, Melbourne, Perth)

### Terminal Międzynarodowy
- Airnorth (Dili)
- Indonesia AirAsia (Denpasar/Bali)
- Jetstar Airways (Brisbane, Cairns, Denpasar/Bali, Ho Chi Minh, Manila, Singapur)